# Hokes Bluff
Hokes Bluff és una població dels Estats Units a l'estat d'Alabama. Segons el cens del 2000 tenia 4.149 habitants.

## Demografia
Segons el cens del 2000, Hokes Bluff tenia 4.149 habitants, 1.638 habitatges, i 1.272 famílies. La densitat de població era de 137,9 habitants/km².
Dels 1.638 habitatges en un 32,1% hi vivien nens de menys de 18 anys, en un 67,6% hi vivien parelles casades, en un 7,3% dones solteres, i en un 22,3% no eren unitats familiars. En el 20,9% dels habitatges hi vivien persones soles l'11,1% de les quals corresponia a persones de 65 anys o més que vivien soles. El nombre mitjà de persones vivint en cada habitatge era de 2,53 i el nombre mitjà de persones que vivien en cada família era de 2,93.
Per edats la població es repartia de la següent manera: un 22,9% tenia menys de 18 anys, un 7,1% entre 18 i 24, un 28% entre 25 i 44, un 26,7% de 45 a 60 i un 15,3% 65 anys o més.
L'edat mediana era de 40 anys. Per cada 100 dones hi havia 93,7 homes. Per cada 100 dones de 18 o més anys hi havia 89,2 homes.
La renda mediana per habitatge era de 37.923 $ i la renda mediana per família de 42.534 $. Els homes tenien una renda mediana de 32.444 $ mentre que les dones 26.513 $. La renda per capita de la població era de 17.476 $. Aproximadament el 3,8% de les famílies i el 4,3% de la població estaven per davall del llindar de pobresa.

## Poblacions més properes
El següent diagrama mostra les poblacions més properes.